# What Else Can I Do
«What Else Can I Do?» (en español: ¿Que más puedo hacer?) —en Hispanoamérica titulada en su propia versión como «Inspiración»— es una canción de la película musical animada Encanto de Disney de 2021, con música y letra escrita por Lin-Manuel Miranda.  Es interpretada por la actriz estadounidense Diane Guerrero y la actriz y cantante argentina Stephanie Beatriz, fue lanzada por Walt Disney Records como parte de la banda sonora de la película el 19 de noviembre de 2021. Es una balada de rock latino que cantan Isabela y Mirabel cuando esta última ayuda a Isabela a liberarse y darse cuenta de que no tiene que ser "perfecta" y que puede cultivar más que solo flores con su don. En su versión en español es interpretada por las cantantes colombianas Olga Lucía Vives e Isabel Garcés.

## Antecedentes
«What Else Can I Do?» es una canción que aparece en la película de comedia de fantasía musical animada por computadora estadounidense de 2021, Encanto, el largometraje número 60 de Walt Disney Animation Studios. Aparece como la quinta pista de la banda sonora de la película, lanzada por Walt Disney Records. Las actrices Diane Guerrero y Stephanie Beatriz interpretaron la canción, que fue escrita y producida por el músico estadounidense Lin-Manuel Miranda. En la película, «What Else Can I Do?» es una canción de autodeterminación que se centra en Isabela Madrigal, la mayor de las hermanas de la protagonista principal Mirabel Madrigal.

## Letra y composición
Conocida como «la hermana perfecta», Isabela es la hermana mayor de Luisa, y Mirabel la protagonista de la película. «What Else Can I Do» es una balada de rock latino de autodeterminación y empoderamiento al estilo Shakira. La canción centrada en Isabela, habla sobre cómo liberarse de su necesidad de ser perfecta es un tema fuerte en Encanto y sirve como un gran momento de desarrollo para Isabela, ya que revela que la Abuela Alma empuja a Isabela a ser perfecta en Encanto. También es un buen momento para el personaje de Isabela y su relación con Mirabel.  Las hermanas están en desacuerdo durante la mayor parte de Encanto, aunque finalmente se dan cuenta de que hay más en cada una de ellas de lo que se pensaba originalmente, y es un momento muy conmovedor para ambas. «What Else Can I Do» es una dulce canción sobre la mayoría de edad y es una entrada conmovedora en la colección de canciones de Encanto, incluso si queda un poco eclipsada por la mayoría de las otras piezas de la banda sonora.

## Desempeño comercial
Para la semana del 15 de enero de 2022, «What Else Can I Do?» debutó en la casilla 67 en el Billboard Hot 100 de Estados Unidos.En la lista de la semana del 5 de febrero del mismo año, la canción subió hasta la casilla número 27 alcanzando su posición más alta en el listado.Paso su última semana en la lista la semana del 16 de abril.
En el Reino Unido, «What Else Can I Do?» debutó la semana del 17 de marzo del 2022, en la posición número 29, alcanzando su punto más alto en el listado.En la actualización del 9 de mayo paso su última semana en el listado, con un total de 9 semanas consecutivas.

## Posicionamiento en listas
| Listas (2022)                      | Mejor posición |
| ---------------------------------- | -------------- |
| Canadá (Canadian Hot 100)          | 41             |
| Estados Unidos (Billboard Hot 100) | 27             |
| Global 200 (Billboard)             | 34             |
| Reino Unido (Singles Chart)        | 29             |